# MDS (entreprise)
Pour les articles homonymes, voir MDS.
MDS Inc. est une entreprise canadienne.  Son siège est situé à Mississauga (Ontario).
L'action était cotée avec le code MDS jusqu'au 29 octobre 2010.

## Historique
La société a été fondée en 1969 sous le nom de Medical Data Science Ltd.